# Telekom S-League 2019/20
Die Telekom S-League 2019/20 war die 16. Saison der Telekom S-League, der höchsten Fußballliga der Salomonen.
Die Liga startete am 14. September 2019 und endete am 26. Januar 2020. Ursprünglich sollte sie im Dezember 2019 enden, wurde aber verschoben. Nach vielen Diskussionen wurden die letzten Spiele Ende Januar ausgetragen. Alle Spiele fanden in Honiaras Lawson Tama Stadion statt. Der Meister und Zweitplatzierte qualifizierte sich für die OFC Champions League 2020.
Die Solomon Warriors wurden zum Meister gekrönt, nachdem sie in der letzten Spielwoche gegen den FC Guadalcanal kampflos gewonnen hatten.

## Teilnehmer
Neun Mannschaften spielten in der Saison 2019/20, eine Steigerung gegenüber acht in der Saison 2018. Western United aus der Vorsaison trat nicht an und wurde durch Isabel United und Laugu United ersetzt.
- Guadalcanal (Honiara)
- Henderson Eels (Honiara)
- Isabel United (Isabel)
- Kossa (Honiara)
- Laugu United (Honiara)
- Malaita Kingz (Malaita)
- Marist (Honiara)
- Real Kakamora (Makira und Ulawa)
- Solomon Warriors (Honiara)

## Titelkampf
Solomon Warriors und Henderson Eels lieferten sich ein umkämpftes Titelrennen. Henderson Eels benötigte am letzten Spieltag ein Wunder, um die Liga zu gewinnen, denn sie mussten das unterlegene Team Real Kakamora um 13 oder mehr Tore schlagen und auf eine Niederlage der Solomon Warriors gegen Guadalcanal hoffen.
Die Eels gewannen gegen Real Kakamora mit 19:0, wobei elf Tore von Raphael Le’ai erzielt wurden. Die Solomon Warriors gewannen jedoch gegen Guadalcanal kampflos, da Guadalcanal nicht zum Spiel antrat, was zum Meistertitel für die Warriors führte.

## Tabelle
| Pl.                    | Verein               | Sp. | S  | U | N  | Tore    | Diff. | Punkte |
| ---------------------- | -------------------- | --- | -- | - | -- | ------- | ----- | ------ |
| 1.                     | Solomon Warriors (M) | 16  | 13 | 2 | 1  | 070:140 | +56   | 41     |
| 2.                     | Henderson Eels       | 16  | 12 | 2 | 2  | 078:190 | +59   | 38     |
| 3.                     | Kossa                | 16  | 10 | 2 | 4  | 053:250 | +28   | 32     |
| 4.                     | Isabel United (N)    | 16  | 10 | 1 | 5  | 048:280 | +20   | 31     |
| 5.                     | Malaita Kingz        | 16  | 8  | 0 | 8  | 039:370 | +2    | 24     |
| 6.                     | Laugu United (N)     | 16  | 5  | 3 | 8  | 031:290 | +2    | 18     |
| 7.                     | Marist               | 16  | 4  | 5 | 7  | 023:370 | −14   | 17     |
| 8.                     | Guadalcanal          | 15  | 1  | 1 | 13 | 015:820 | −67   | 04     |
| 9.                     | Real Kakamora        | 15  | 0  | 0 | 15 | 007:930 | −86   | 0      |
| Stand: 26. Januar 2020 |                      |     |    |   |    |         |       |        |

| Zum Saisonende 2019/20:                                                                                         |                                         |
| Salomonischer Meister und Teilnahme an der OFC Champions League 2020 Teilnahme an der OFC Champions League 2020 |                                         |
| |                                         |
| Zum Saisonende 2018/19:                                                                                         |                                         |
| (M) | Salomonischer Meister: Solomon Warriors |
| (N) | Neuling: Isabel United, Laugu United    |

## Torschützenliste
Raphael Le'ai von Henderson Eels war mit 24 Toren in sieben Spielen Torschützenkönig der Liga.
| Pl. | Spieler                | Mannschaft       | Tore |
| --- | ---------------------- | ---------------- | ---- |
| 1.  | Raphael Lea’i          | Henderson Eels   | 24   |
| 2.  | Tony Kaltak            | Solomon Warriors | 19   |
| 3.  | Harrison Mala          | Kossa            | 15   |
| 4.  | Edward Huniuehu        | Malaita Kingz    | 13   |
| 4.  | Stand: 26. Januar 2020 |                  | 13   |

## Auszeichnungen
- Spieler der Saison: John Alick (Solomon Warriors)[11]
- Torwart der Saison: Anthony Talo (Henderson Eels)[12]
- Trainer des Jahres: Eddie Marahare (Henderson Eels)[13]

## Preisgeld
- 1. Platz (Solomon Warriors): 225.000 Salomonen-Dollar (24.537 Euro)[14]
- 2. Platz (Henderson Eels): 150.000 Salomonen-Dollar (16.358 Euro)[15]
- 3. Platz (Kossa): 120.000 Salomonen-Dollar (13.087 Euro)[16]
- 4. Platz (Isabel United): 75.000 Salomonen-Dollar (8.179 Euro)[17]